# ファティック県
ファティック県（ファティックけん、Département de Fatick）は、セネガル共和国のファティック州（Région de Fatick）内の県。
ファティック県の人口は264,543人（2004年）。県内には、ファティック、ジョフィオールの2市とジャハオ郡(Arrondissement de Diakhao)（人口56,926人）、フィムラ郡(Arrondissement de Fimela)（人口46,715人）、ニャハル郡(Arrondissement de Niakhar)（人口62,210人）、タタギン郡(Arrondissement de Tattauine)（人口66,061人）がある。県都はファティック市（人口23,952人）。

## 気候
気候は高温乾燥。